# ناحیه رویت
ناحیه رویت (به آلمانی: Reutte District) یک ناحیه در اتریش است که در ایالت تیرول واقع شده‌است. ناحیه رویت ۳۱٬۷۵۸ نفر جمعیت دارد.